# Khướu đất đuôi dài
Spelaeornis chocolatinus là một loài chim trong họ Timaliidae.